# Quduqtu
 (octobre 2023).
La mise en forme du texte ne suit pas les recommandations de Wikipédia : il faut le « wikifier ».
Les points d'amélioration suivants sont les cas les plus fréquents. Le détail des points à revoir est peut-être précisé sur la page de discussion.
- Les titres sont pré-formatés par le logiciel. Ils ne sont ni en capitales, ni en gras.
- Le texte ne doit pas être écrit en capitales (les noms de famille non plus), ni en gras, ni en italique, ni en « petit »…
- Le gras n'est utilisé que pour surligner le titre de l'article dans l'introduction, une seule fois.
- L'italique est rarement utilisé : mots en langue étrangère, titres d'œuvres, noms de bateaux, etc.
- Les citations ne sont pas en italique mais en corps de texte normal. Elles sont entourées par des guillemets français : « et ».
- Les listes à puces sont à éviter, des paragraphes rédigés étant largement préférés. Les tableaux sont à réserver à la présentation de données structurées (résultats, etc.).
- Les appels de note de bas de page (petits chiffres en exposant, introduits par l'outil «  Source ») sont à placer entre la fin de phrase et le point final[comme ça].
- Les liens internes (vers d'autres articles de Wikipédia) sont à choisir avec parcimonie. Créez des liens vers des articles approfondissant le sujet. Les termes génériques sans rapport avec le sujet sont à éviter, ainsi que les répétitions de liens vers un même terme.
- Les liens externes sont à placer uniquement dans une section « Liens externes », à la fin de l'article. Ces liens sont à choisir avec parcimonie suivant les règles définies. Si un lien sert de source à l'article, son insertion dans le texte est à faire par les notes de bas de page.
- La présentation des références doit suivre les conventions bibliographiques. Il est recommandé d'utiliser les modèles {{Ouvrage}}, {{Chapitre}}, {{Article}}, {{Lien web}} et/ou {{Bibliographie}}. Le mode d'édition visuel peut mettre en forme automatiquement les références.
- Insérer une infobox (cadre d'informations à droite) n'est pas obligatoire pour parachever la mise en page.

Pour une aide détaillée, merci de consulter Aide:Wikification.
Si vous pensez que ces points ont été résolus, vous pouvez retirer ce bandeau et améliorer la mise en forme d'un autre article.
Qutuqtu (Chinois 忽覩都, mongol : Хутагт) était le deuxième fils de Tolui et Lingqun Khatun (fille de Kuchlug ). Il était le petit-fils de Gengis Khan. Bien qu'il ait participé à l'invasion des Song par Ogedei Khan, Qutuqtu a été tué dans la bataille contre le général Song Meng Yu (孟珙).

## Famille
Bien que Qutuqtu n'ait laissé aucun descendant mâle, il a eu une fille, Kelmish Agha (Kälmish Äkä), qui a joué un rôle déterminant dans la cimentation de l'alliance Yuan - Horde d'Or. Kelmish, marié à Saljidai Gurkhan, a donné naissance à une fille, Oljai Khatun. Oljai épousa Mengu-Timur (un descendant de Jochi) et donna naissance à Toqta Khan de la Horde d'Or.
La propre sœur de Qutuqtu, Ile Temür, a épousé Pars Buqa, petit-fils de Quduka Beki de la maison princière des Oirat.